# Rudolfeiland
Rudolfeiland (Russisch: остров Рудольфа; ostrov Roedolfa) of Rudolfland (Земля Рудольфа; Zemlja Roedolfa) is het noordelijkste eiland van de Russische archipel Frans Jozefland en behoort bestuurlijk tot oblast Archangelsk. De op Rudolfeiland gelegen Kaap Fligely is (op een naamloos stukje kust ten westen van deze kaap na) de noordelijkste punt van Europa.
Het eiland heeft een oppervlakte van ongeveer 297 km², bestaat vooral uit zandsteen en basalt en is bijna volledig bedekt met een gletsjerlaag. Het rotsachtige eiland met zijn steile kusten werd door de Oostenrijk-Hongaarse poolonderzoeker Julius von Payer vernoemd naar de Oostenrijkse kroonprins Rudolf.
Rudolfeiland werd vaak gebruikt als basis voor expedities naar de noordpool. Van 1936 tot 1995 werd er onderzoek verricht in het gelijknamige poolstation (Stancija Roedolfa). Rond 2004 waren er plannen voor het heropzetten van meteorologische onderzoeksstations in de archipel.
Alexandraland · Georg-eiland · Graham Belleiland · Hall · Jacksoneiland · Northbrook · Rudolfeiland · Wiener Neustadteiland · Ziegler-eiland